# Dendroma
Dendroma – rodzaj ptaków z podrodziny liściowców (Philydorinae) w rodzinie garncarzowatych (Furnariidae).

## Zasięg występowania
Rodzaj obejmuje gatunki występujące w Ameryce Centralnej (Kostaryka i Panama) i Południowej (Kolumbia, Wenezuela, Brazylia, Ekwador, Peru, Boliwia, Paragwaj i Argentyna).

## Morfologia
Długość ciała 17–19 cm; masa ciała 25–36 g.

## Systematyka

### Etymologia
Dendroma: gr. δενδρον dendron „drzewo”; -δρομος -dromos „biegacz”, od τρεχω trekhō „biegać”.

### Podział systematyczny
Do rodzaju należą następujące gatunki:
- Dendroma erythroptera (P.L. Sclater, 1856) – rdzawczyk szarogrzbiety
- Dendroma rufa (Vieillot, 1818) – rdzawczyk złotoczelny